# Ернст Ханфщенгъл
Ернст Ханфщенгъл (на немски: Ernst Hanfstaengl) е германски бизнесмен, писател и историк. Приятел на Адолф Хитлер през 1920-те години, когато финансира нацистката партия.

## Произход и младежки години
Ернст Ханфщенгъл е роден в Мюнхен, Бавария, син на германски издател на изкуство Едгар Ханфщенгъл и майка американка. Прекарва повечето от ранните си години в Германия и по-късно се премества в Съединените щати. Майка му е Катрин Хайн, дъщеря на Вилхелм Хайн, братовчед на генерал Джон Седуик от американската гражданска военна армия. Негов кръстник е херцог Ернст ІІ Сакскобургготски. Има по-голяма сестра, Ерна, двама по-големи братя Едгар и Егон и по-малък брат Ервин.
Посещава Харвардския университет и се запознава с Уолтър Липман и Джон Рийд. Надарен пианист, той композира няколко песни за футболния отбор на Харвард. Завършва през 1909 г.
Премества се в Ню Йорк и поема ръководството на американския клон на бизнеса на баща си – издателство „Изящни изкуства“ на Франц Ханфщенгъл. Често сутрин практикува пиано в Харвардския клуб в Ню Йорк, където се запознава както с Франклин, така и с Теодор Рузвелт.
При избухването на войната, той иска от германския военен аташе в Ню Йорк Франц фон Папен да го върне обратно в Германия. Отказано му е и Ханфщенгъл остава в САЩ по време на войната. След 1917 г. американският клон на семейния бизнес е конфискуван като вражеска собственост.
На 11 февруари 1920 г. се жени за Хелен Елизе Аделхид Нимайер от Лонг Айлънд. Единственият им син, Егон Лудвиг, се включва в американския военен корпус. Дъщеря му Херта умира на петгодишна възраст.

## Конфидентът на Хитлер
Завръщайки се в Германия през 1922 г., той живее в родната си Бавария, когато за пръв път чува Адолф Хитлер да говори в бирария в Мюнхен. Друг член на клуба Харвард Хасти Пюдинг, който работи в посолството на САЩ, иска от Ханфщенгъл да помогне на военен аташе, изпратен да наблюдава политическата сцена в Мюнхен. Точно преди да се завърне в Берлин, аташетата, капитан Труман Смит, предлагат на Ханфщенгъл да отиде на нацистки митинг като услуга и да докладва за впечатленията си от Хитлер. Ханфщенгъл е толкова очарован от Хитлер, че той скоро се превръща в един от най-верните му последователи, въпреки че официално не се присъединява към НСДАП до 1931 г. „Това, което Хитлер е способен да направи с тълпата за 2½ часа, никога няма да се повтори за 10 000 години“ – казва Ханфщенгъл. „Поради чудотворното му гърло, той успява да създаде рапсодия на истерия и с времето се превръща в живия неизвестен войник на Германия“.
Ханфщенгъл се запознава с Хитлер след речта и започва близко приятелство и политическа асоциация, която продължава през 1920-те и началото на 1930-те години. След участието си в неуспешния Бирен пуч в Мюнхен през 1923 г., Ханфщенгъл за кратко бяга в Австрия, докато раненият Хитлер търси убежище в дома на Ханфщенгъл в Уфнинг, извън Мюнхен. Съпругата на Ханфщенгъл, Хелен, твърди, че е разубедила Хитлер да извърши самоубийство, когато полицията идва да го арестува.
През по-голямата част от 20-те години на ХХ век Ханфщенгъл представя Хитлер в Мюнхенското общество и помага за издигането му. Той също така финансира публикуването на книгата „Mein Kampf“ на Хитлер, както и на официалния вестник на НСДАП, „Фьолкишер Беобахтер“. Хитлер е кръстник на сина му Енгон. Ханфщенгъл композира двата химна на СА и Хитлерова младеж, моделирани по футболните му песни от Харвард и по-късно твърди, че е създал песента „Зиг Хайл“.
Владеещ английски език, с много връзки с висшето общество както в Обединеното кралство, така и в САЩ, Ханфщенгъл става шеф на Бюрото за чуждестранни медии в Берлин. Освен тази официална позиция, голяма част от влиянието му се дължи на неговото приятелство с Хитлер. По-късно Ханфщенгъл твърди, че е сигнализирал Хитлер и Херман Гьоринг за пожара в Райхстага.
Когато Уинстън Чърчил пребивава в хотел „Реджина“ в Мюнхен през лятото на 1932 г., Ханфщенгъл се представя и казва, че лесно може да организира среща с Хитлер. По това време Чърчил заявява, че няма национални предразсъдъци срещу Хитлер и не знае много за неговата „доктрина или записи и нищо за неговия характер“. В хода на разговора с Ханфщенгъл обаче Чърчил казва: „Защо вашият главен е толкова жесток към евреите? Мога да разбера, че се ядосва на евреите, които са вършили зло или са против страната и разбирам, че се противопоставя на тях ако се опитват да монополизират властта във всяка педя, но какъв е смисълът да бъдеш срещу човека поради раждането му?“ Ханфщенгъл, според Чърчил, трябва да е казал това на Хитлер, защото на следващия ден, около обяд, той идва в хотела, за да му каже, че Хитлер няма да дойде да го види. По този начин Хитлер губи шанса си да се срещне с Чърчил по свои собствено желание, а и Чърчил отказва да се срещне с Хитлер в няколко последователни случая.

## Падане от власт
Тъй като НСДАП консолидира своята власт, между Ханфщенгъл и министъра на пропагандата на Германия Йозеф Гьобелс възникват няколко спорове. Ханфщенгъл е отстранен от служителите на Хитлер през 1933 г. Той и Хелен се развеждат през 1936 г.
През 1937 г. Ханфщенгъл получава заповеди да скочи с парашут в район, държан от националистите от Испанската гражданска война, за подпомагане на преговорите. Докато е на борда на самолета, той се страхува от заговор за неговия живот и научава повече подробности от пилота за мисията, който в крайна сметка признава, че му е наредено да пусне Ханфщенгъл над републиканската територия, което би означавало почти сигурна смърт. Пилотът в крайна сметка се приземява на малко летище в близост до Лайпциг, след като твърди, че двигателят има неизправност след кратък разговор с Ханфщенгъл, което му позволява да избяга.
Той се отправя към Швейцария и след като е осигурил освобождаването на сина си Егон от Германия, той се премества във Великобритания, където е хвърлен в затвора като враг, след избухването на Втората световна война. По-късно е преместен в затвор в Канада. През 1942 г. Ханфщенгъл е предаден на САЩ и работи за „S-Project“ на президента Рузвелт, като разкрива информация за около 400 нацистки лидери. През 1944 г. Ханфщенгъл е върнат на британците, които го репатрират в Германия в края на войната. Уилям Шайрър, CBS журналист, който пребивава в Нацистка Германия до 1940 г. и е в чест контакт с него, го описва като „ексцентричен мъж, чийто язвително остроумие донякъде компенсира плиткия му ум.“
През 1974 г. Ханфщенгъл участва в 65-а Харвардска сбирка, където режисира „Харвардския университет“ за авторите на различни песни на „Харвард“. Неговите отношения с Хитлер не са споменати.
Умира в Мюнхен през 1975 г. През 2004 г. неговата история е разказана от автора Питър Конради в книгата му Пианистът на Хитлер: Възходът и падението на Ернст Ханфщенгъл.